# Chardonneret gris
Spinus lawrencei
Espèce
Synonymes
- Carduelis lawrencei (désuet)

Répartition géographique
- présence toute l'année
- aire de nidification
- aire d'hivernage

Statut de conservation UICN

 LC UICN 3.1 : Préoccupation mineure
Le Chardonneret gris (Spinus lawrencei) ou Citrinelle de Californie, est une espèce de passereau appartenant à la famille des Fringillidae.

## Étymologie
Le nom de l'espèce commémore l'ornithologue américain George Newbold Lawrence (1806-1895). Elle est aussi appelée Tarin de Lawrence ou Chardonneret de Lawrence.

## Répartition
Cet oiseau niche en Californie jusque dans le nord de la Basse-Californie, surtout le long de la chaîne côtière et au pied de la Sierra Nevada. Il niche et hiverne dans le sud-est de la Californie, dans le sud de l’Arizona et le sud-ouest du Nouveau-Mexique. Il hiverne également dans le nord et le sud-ouest du Sonora ainsi que dans le nord-ouest du Chihuahua au Mexique.

## Habitat
Le tarin de Lawrence est essentiellement inféodé aux versants couverts de plantes herbacées, surtout d’armoises Artemisia tridentata et aux formations de chaparral (maquis du sud-ouest des États-Unis dont le nom espagnol chaparro signifie chêne nain).

## Alimentation
Elle se compose de fruits du cryptantha Cryptantha muricata en juillet et de graines d’adénostome Adenostoma fasciculatum du milieu de l’été à la fin de l’hiver mais l’alimentation de prédilection du tarin de Lawrence est l’amsinckia Amsinckia intermedia qui lui apporte une part importante de sa nourriture pendant toute la saison de reproduction. C’est le « fiddleneck » des anglo-saxons, probablement la plante la plus importante pour l’espèce.
D’autres plantes ont été rapportées, photos à l’appui, par Ottaviani (2011) comme les bourgeons d’un baccharis Baccharis salicifolia, astéracée et ceux d’une solanacée, Lycium pallidum ainsi que les graines d’une amarantacée.

## Parade nuptiale
En parade nuptiale, le mâle exhibe sa gorge noire remarquablement animée par le chant et agite ses ailes contrastées de noir et de jaune. Dès lors, les deux partenaires font preuve d’une plus grande tolérance l’un à l’égard de l’autre et se livrent progressivement au cérémonial du ‘baiser symbolique’. C’est la femelle qui prend l’initiative des séances de becquetage et dès que leur bec se touchent, un très doux et répété tee-tee-tee se fait entendre alors que les deux becs s’ouvrent et se ferment rapidement. Le nourrissage de parade devient réel et signale que la femelle est proche de sa condition de reproduction. Le mâle s’approche alors de la femelle, les pattes fléchies et le corps latéralement tourné vers elle puis les deux partenaires allongent leur corps jusqu’à ce que les becs se touchent donnant lieu à une autre séance de becquetage et de nourrissage. Après la cérémonie du ‘bec à bec’ le mâle se retire de quelques centimètres et adopte alors une posture de soumission avec les pattes fléchies, le plaçant un peu plus bas que la femelle.

## Nidification
La femelle se met ensuite en quête des matériaux de nidification en prospectant sur le sol tandis que le mâle lance son chant sonore du haut d’un buisson à un ou deux mètres de hauteur ou l’accompagnant à même le sol. Elle recueille de petits fragments d’herbe (3–5 cm) en les tirant ou en les coupant à la base avec son bec. Le nid est généralement fait de tiges, de pousses et de feuilles de plantes herbacées où dominent les géraniacées avec un revêtement intérieur de fines fibres végétales, de petites feuilles et de poils. Il est placé à une hauteur moyenne de huit mètres. Les œufs (de trois à six mais généralement quatre ou cinq) sont blancs ou blanc-bleuâtre très clairs immaculés et sont typiquement plus clairs que ceux des autres tarins nord-américains.

## Biologie de reproduction
Davis (2001) ajoute que les couples nichent généralement isolément mais ils peuvent parfois former des colonies lâches comptant plus de dix couples. La femelle couve presque continuellement les œufs pendant 12 ou 13 jours puis les oisillons pendant encore 4 ou 5 jours, alimentée au nid par le mâle. Ensuite elle gagne les sites de nourrissage en compagnie du mâle et les deux parents alimentent les oisillons au nid. Les jeunes sont complètement emplumés et prêts à l’envol à 13 ou 14 jours mais ils sont encore nourris par les parents en dehors du nid pendant 5 à 7 jours. Enfin, ils quittent le groupe familial pour se joindre au groupe pré-migratoire.

## Grégarité
Pour la Californie, la présence du tarin de Lawrence est très irrégulière à la saison de nidification, apparaissant dans un site pour se reproduire, parfois en grand nombre, pendant une saison ou deux puis ne revenant plus pendant plusieurs années. Dans les régions semi-désertiques du nord du Sonora au Mexique, il est également très sporadique et totalement imprévisible en automne et en hiver. D’année en année, ses effectifs varient beaucoup avec parfois de grandes concentrations atteignant l’Arizona et, occasionnellement, l’ouest du Texas. Certains rassemblements sur des sites privilégiés de nourrissage peuvent contenir 150 individus. Au cours de la saison de reproduction, les mâles tendent à former de petits groupes pendant que les femelles couvent. Après la reproduction, les groupes comprennent généralement moins de 50 individus mais des troupes de plus de 500 sujets ont déjà été observées. Ces groupes peuvent se mêler à d’autres petits granivores (Davis 2001).

## Mue
Willoughby et al. (2002) ont examiné la mue, l’usure et les variations saisonnières de la coloration du plumage. Le tarin de Lawrence ne présente qu’une seule mue annuelle, après la reproduction. La brillance des couleurs du mâle au printemps ne résulte donc pas d’une mue printanière comme on le croyait antérieurement. Les plumes jaunes de la poitrine du mâle, mais pas de la femelle, sont très résistantes en raison de l’épaississement de leurs barbules et peuvent rester intactes longtemps. En revanche, chez la femelle les plumes jaunes de la poitrine s’usent normalement et perdent progressivement leur pigment jaune pour donner une coloration jaunâtre en automne. Chez le mâle, en automne, un autre phénomène intervient. La petite tache jaunâtre dorsale prend une coloration olivâtre et se répand sur le reste du dos. Les auteurs signalent qu’il conviendra d’étudier au microscope la structure de ces plumes lors de la mue et des changements de coloration.

## Galerie

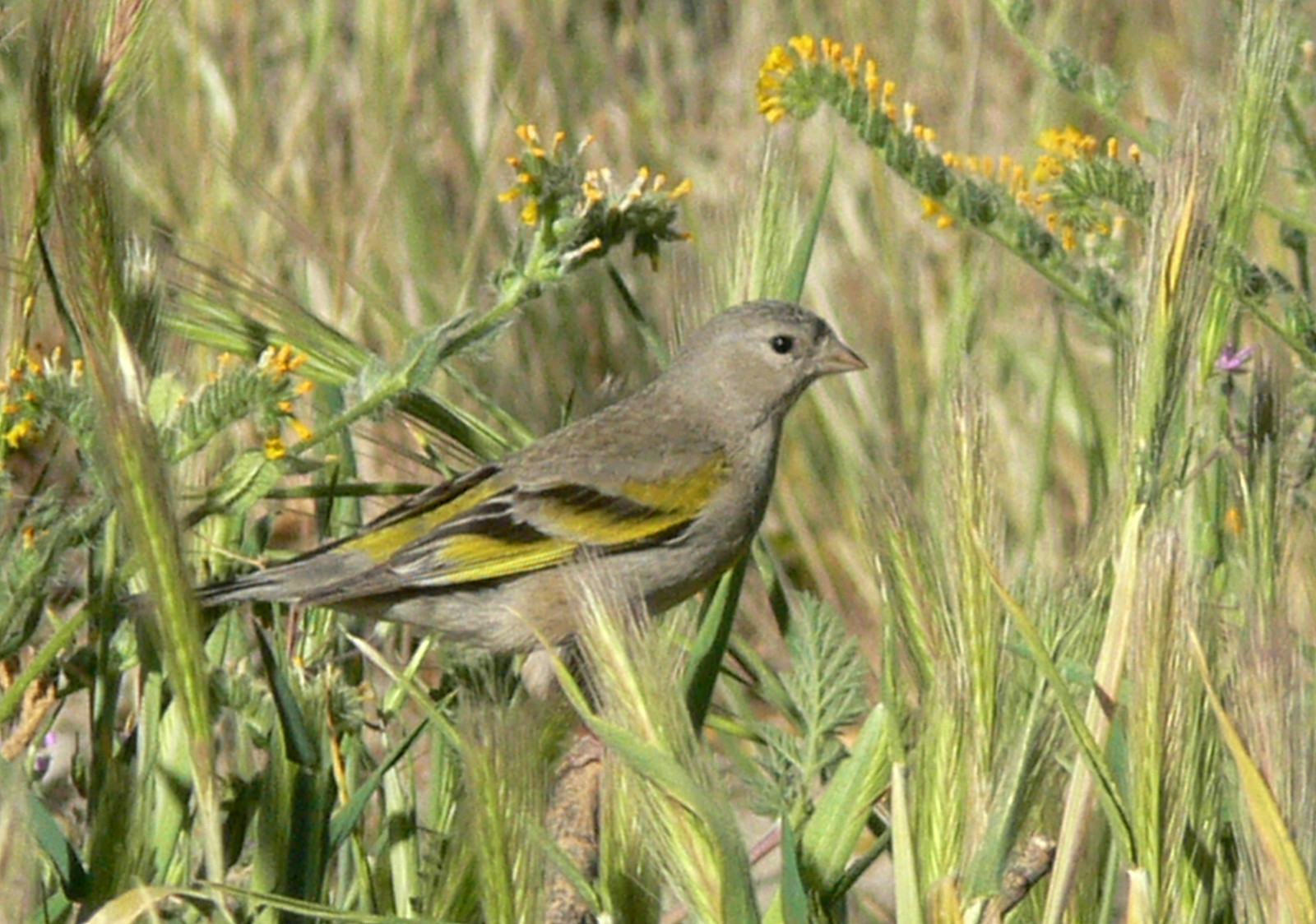
♀